# Volker Fischer
Volker Fischer (ur. 15 sierpnia 1950 w Iserlohn) – niemiecki szpadzista reprezentujący RFN, trzykrotny medalista olimpijski i pięciokrotny medalista mistrzostw świata.
Na igrzyskach olimpijskich w Montrealu w 1976 roku wspólnie z Hansem-Jürgenem Hehnem, Alexandrem Puschem, Reinholdem Behrem i Hannsem Janą zdobył srebrny medal w zawodach drużynowych. Na rozgrywanych osiem lat później igrzyskach olimpijskich w Los Angeles reprezentacja RFN w składzie: Elmar Borrmann, Volker Fischer, Gerhard Heer, Rafael Nickel i Alexander Pusch zwyciężyła w rywalizacji drużynowej. W zawodach indywidualnych zajął ósme miejsce. Brał również udział w igrzyskach olimpijskich w Seulu w 1988 roku, razem z Elmarem Borrmannem, Thomasem Gerullem, Alexandrem Puschem i Arndem Schmittem zdobywając drużynowo srebrny medal. W turnieju indywidualnym nie startował.
Podczas mistrzostw świata w Wiedniu w 1983 roku wspólnie z Alexandrem Puschem, Elmarem Borrmannem i Rafaelem Nickelem zdobył srebrny medal w zawodach drużynowych. W tej samej konkurencji reprezentanci RFN z Fischerem w składzie zdobywali następnie złote medale na mistrzostwach świata w Barcelonie (1985) i mistrzostwach świata w Sofii (1986) oraz srebrny podczas mistrzostw świata w Lozannie (1987). Ponadto na ostatniej z tych imprez zdobył złoty medal indywidualnie, pokonując w finale Andrieja Szuwałowa z ZSRR.